# Khymera
A Khymera 2002-ben alapított amerikai hard rock/power metal zenekar. Alapító tagjai Daniele Liverani olasz származású énekes, valamint a Kansas billentyűse, Steve Walsh. Hat nagylemezük jelent meg.

## Tagok

### Jelenlegi tagok
- Dennis Ward – énekes, basszusgitár (2004–)
- Michael Klein – gitár (2012–)
- Eric Ragno – billentyűs hangszerek (2014–)
- Michael Kolar – dobok (2012–)

### Korábbi tagok
- Steve Walsh – billentyűs hangszerek (2002–2006)
- Uriah Duffy – basszusgitár (2002–2004)
- Brian MacLeod – dobok (2002–2004)
- Dario Cicconi – dobok (2002–2012)
- Tommy Ermolli – gitár (2002–2012)
- Jim Rykbost – billentyűs hangszerek (2006–2014)
- Daniele Liverani - énekes (2002–2018)

## Diszkográfia

### Stúdióalbumok
- Khymera (2003)
- A New Promise (2005)
- The Greatest Wonder (2008)
- The Grand Design (2015)
- Master of Illusions (2020)
- Hold Your Ground (2023)

### Élő albumok
- Rock the Bones Vol.3 (2005)